# Сиди-Окба
Сиди-Окба (араб. سيدي عقبة‎, бербер.:ⵙⵉⴷⵉ ⴽⴱⴰ о) — город в вилайе Бискра, в Алжире.

## История
Появлению города Сиди-Окба предшествовали трагические события произошедшие неподалеку от современного Сиди-Окба. После завоевания Магриба омеядский наместник Укба (Окба) ибн Нафи возвращался из похода с небольшим отрядом. В оазисе Тоуда, восточнее Бискры, на его отряд напали берберы. В ходе битвы Укба ибн Нафи был убит, а его тело было перевезено в оазис получивший впоследствии название Сиди-Окба. На месте погребения в 686 году был построен комплекс зданий в том числе мавзолей Укба ибн Нафи и мечеть. Географ и историк Аль-Бакри в своих трудах указывает, что город был заселен арабами из племени курайшитов исповедующих ислам суннитского толка, которые противостояли берберам ибадитам из племени хаурка.  В 1911 году он был описан Карлом Бедекером как религиозный центр мусульман Магриба.

## Описание
Сиди-Окба находится в 300 км к юго-востоку от столицы Алжира, в 18 км на восток от города Бискра. На высоте 53 метров над уровнем моря. В 2012 году население составляет 34 985 человек.  

## Галерея

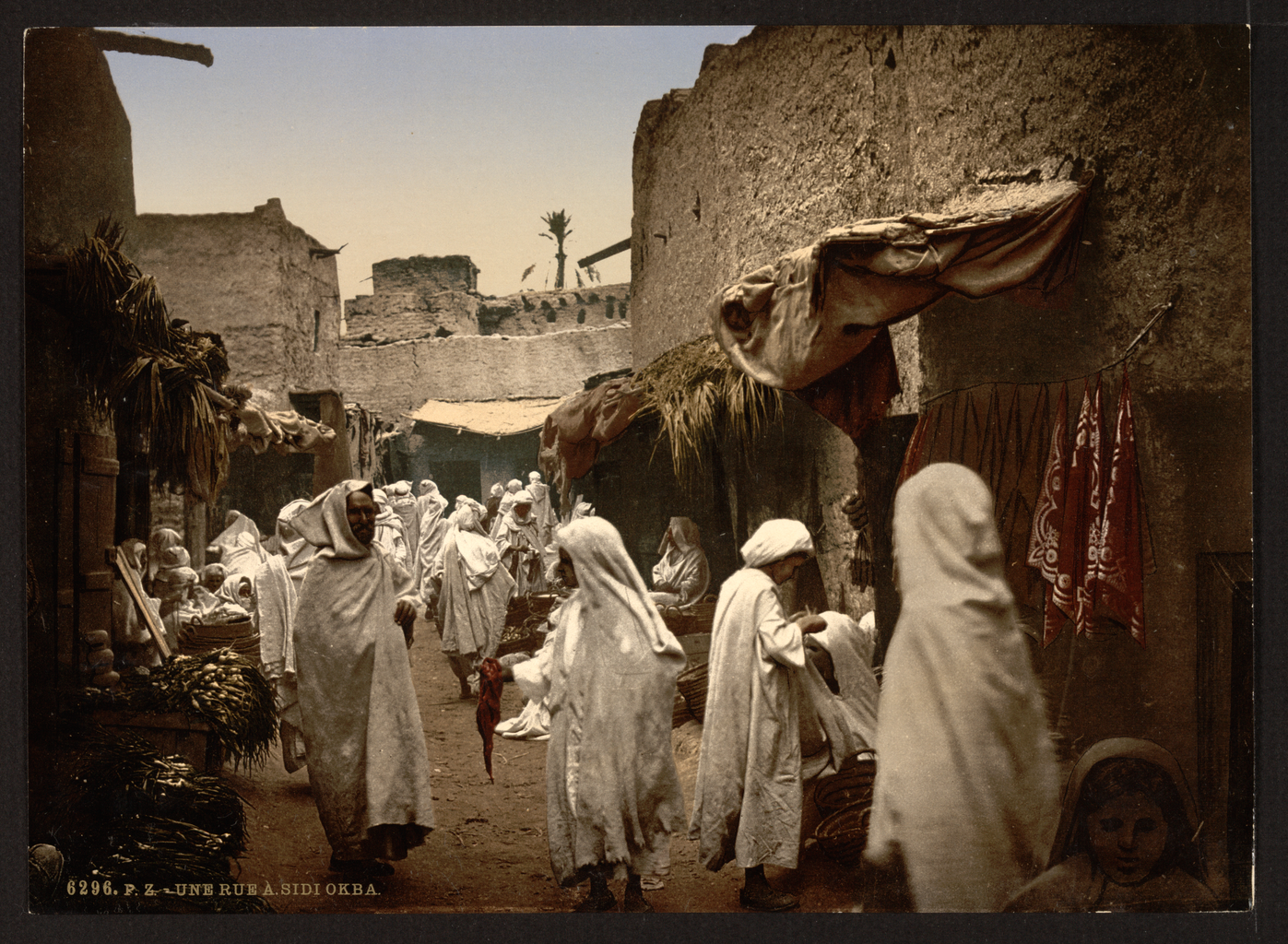
Улицы Сиди-Окба в 1899 году
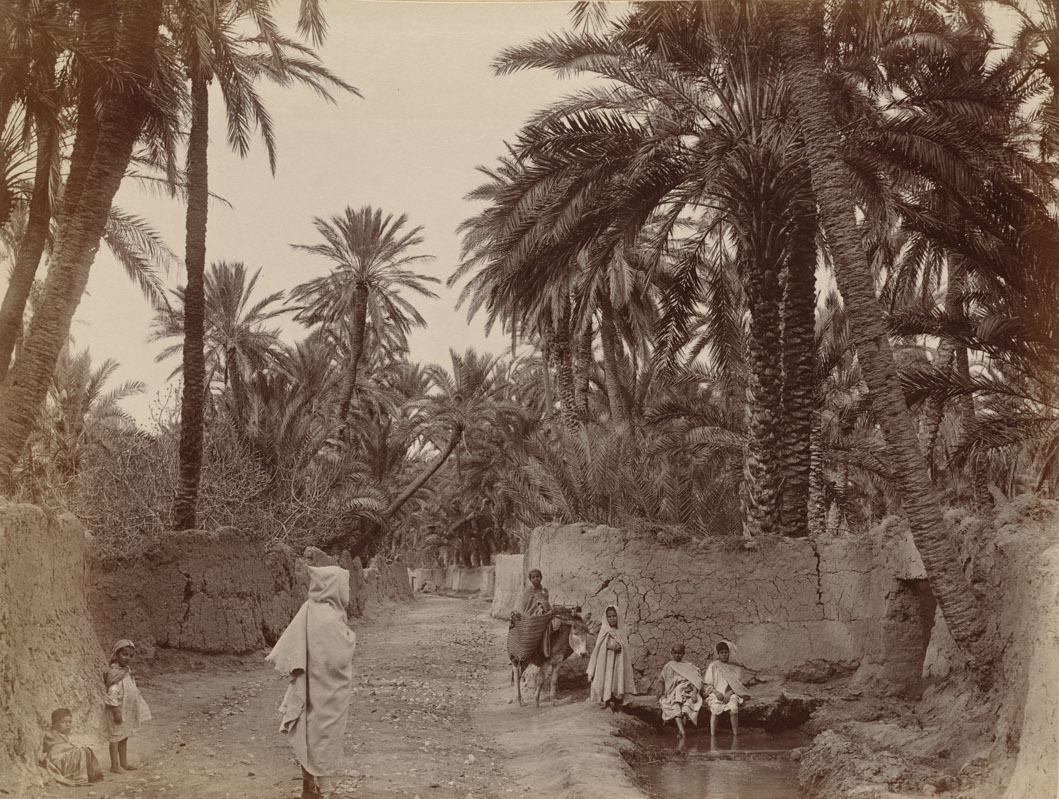
Оазис Сиди-Окба, 1930
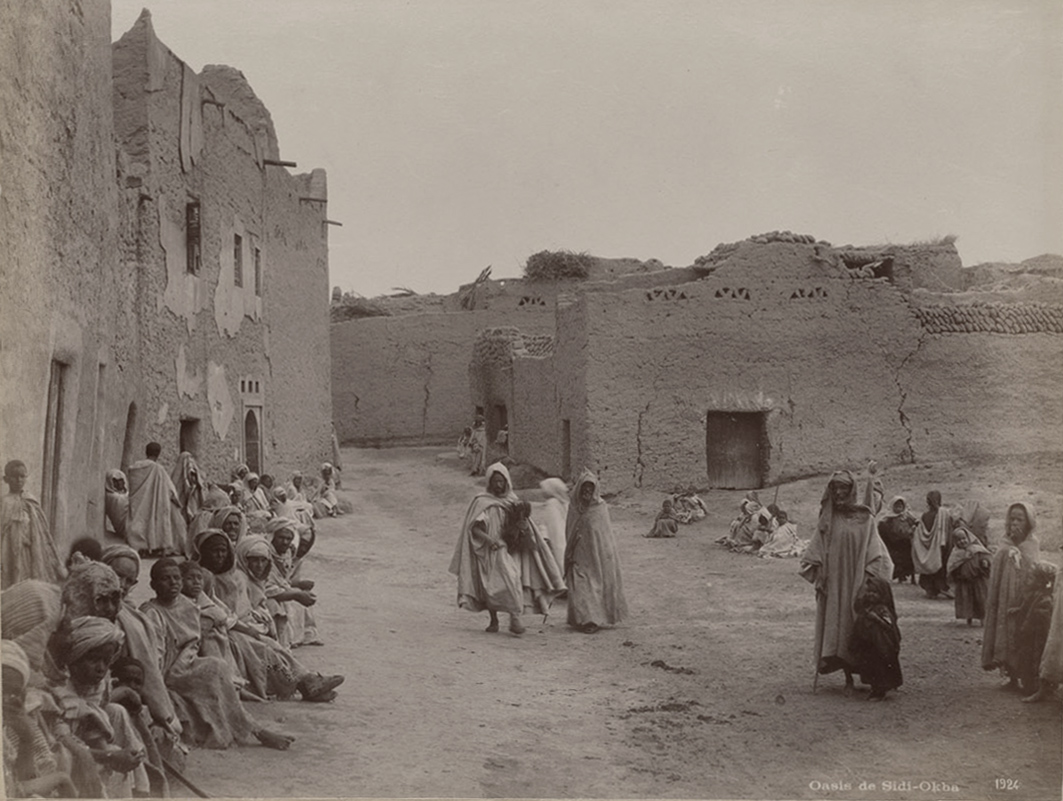
Сиди-Окба, 1924
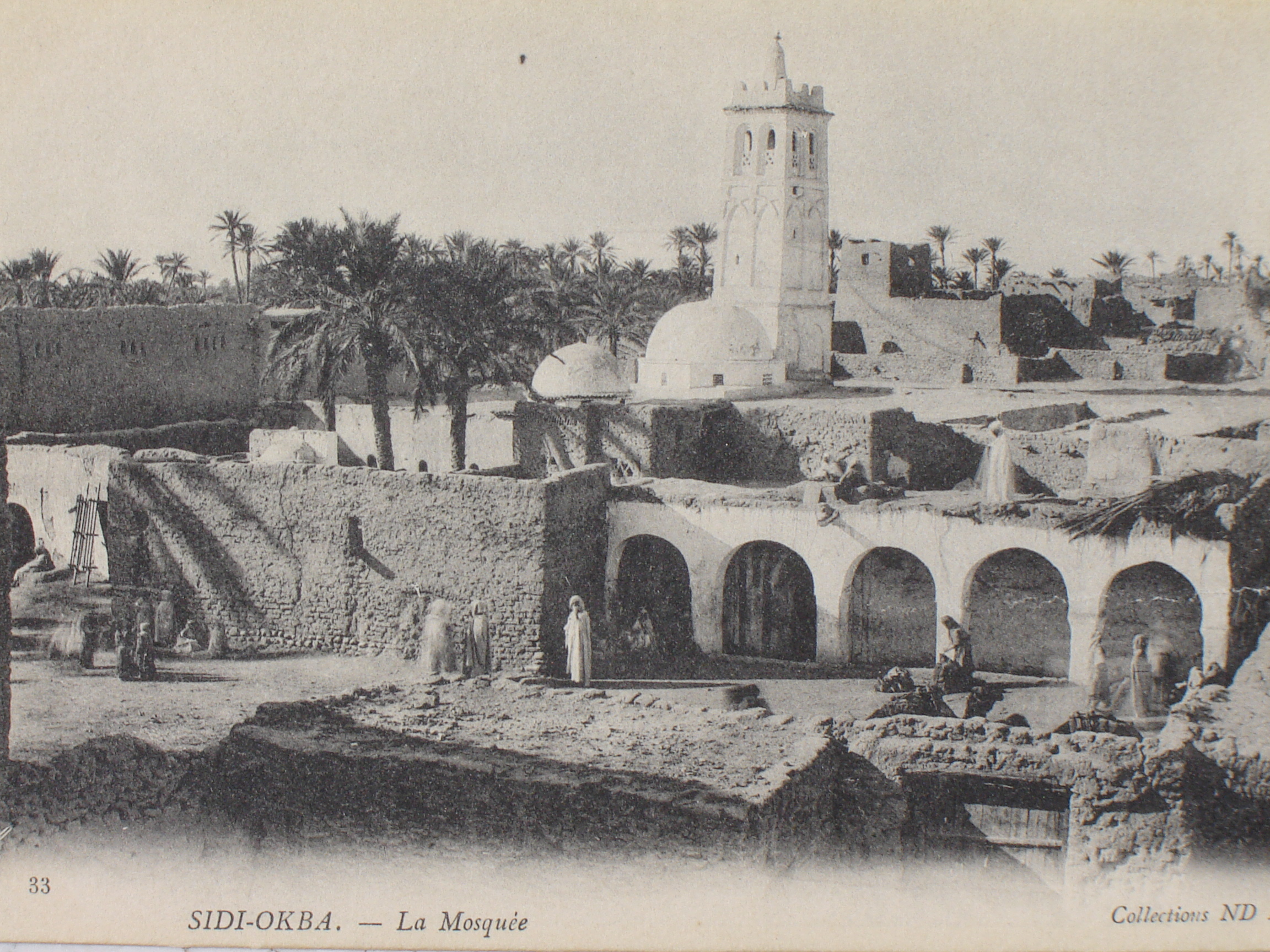
Мечеть Сиди-Окба, 1900 год
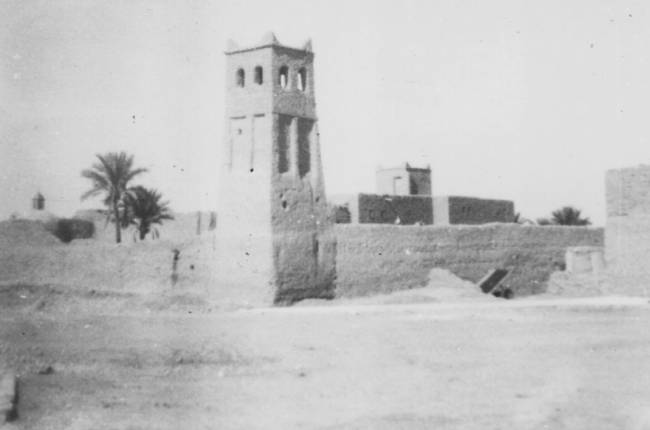
Сиди-Окба в 1962 году